# Torkild Bjerge
Torkild Bjerge (født 8. marts 1902, død 7. februar 1974) var en dansk fysiker.

## Uddannelse og karriere
Bjerge blev student i 1920 og fortsatte med at fuldføre sin candidatus polytechnices (svarende til en bachelor i teknik) i 1926 og en magister scientiæ (Master of Science) i fysik i 1931.
Mellem 1928 og 1936 arbejdede Bjerge på Polyteknisk Læreanstalt, som senere blev til Danmarks Tekniske Universitet (DTU). Han arbejdede også ved Københavns universitetets institut for teoretisk fysik, det senere Niels Bohr Institutet mellem 1937 og 1939 , hvorefter han blev professor i fysik ved Polyteknisk Læreanstalt. Niels Bohr Institute Bjerge tilbragte et år (1934-1935) under studier hos E. Rutherford i Cambridge, hvor han sammen med Carl H. Westcott offentliggjorde adskillige arbejder om de dengang nyligt opdagede neutroner.
Efter sin hjemkomst fokuserede han på studier, der førte til hans disputats om kunstig radioaktivitet med kort halveringstid, som inkluderede opdagelsen af en kortlevet heliumisotop i 1938. Bjerge forfattede værdifulde lærebøger som "Elektricitet og Magnetisme" i 1941 og "Lyslære" i 1943, og bidrog til den elementære forståelse af fysik blandt studerende. Han tog også initiativ til oprettelsen af et avanceret studieprogram i fysik under ingeniørstudiet ved den højere læreanstalt.

## Atomenergikommissionen og Risø
I 1954 blev Bjerge medlem af det atomenergiudvalg, der blev nedsat af Akademiet for de Tekniske Videnskaber, og i 1955 medlem af den nyligt oprettede atomenergikommission. I 1956 overtog han ledelsen af kommissionens forsøgsanlæg Risø, hvor han udførte betydningsfuldt arbejde og skabte et teknisk og videnskabeligt miljø af høj kvalitet. Han blev også anerkendt som den første leder af Forsøgsstation Risø.